# العاصفة المظلمة
العاصفة المُظلمة هيَّ عاصفة رملية حَدَثت مابين (1 أبريل - 2 إبريل 2015) تضرّرت مناطق عديدة من شبه الجزيرة العربية وبالذّات السعودية، جاءت كُلٍ من قطر والبحرين والإمارات، ثم كل من سلطنة عمان واليمن، أُطْلِق عليها العاصفة مظلمة، وجاءت التسمية نسبة للظلام الذي سيطر على مناطق من السعودية لحظة دخول العاصفة، حيث تسببت باخفاء أشعة الشمس وتحول النهار إلى ليل في العديد من المناطق بما فيها الرياض.
توجد في وسائل التواصل الاجتماعي صورًا تؤكد حجم الغبار المهول الذي اجتاح السعودية، وحَوّل نهارها المشرق إلى ظلام، حين أكد العديد منهم أن أعمال إزالة آثار الغبار ستستغرق وقتًا طويلًا.

## تاريخ
يمكن تصنيفها على أنها من بين أشد العواصف الرملية التي أثرت على المنطقة عبر التاريخ الحديث، إذ زادت مساحة المناطق المتأثرة بالعاصفة على الكثير من الأراضي في الشرق الأوسط.

## أسباب
أرجحَّ خبير الأرصاد الجوية سبب العاصفة إلى منخفض جوي على الأرض، مركزه شمال غرب السعودية، وجود منخفض جوي للطبقات العُليا للجو، وتزامنهما مع سطوع الشمس وارتفاع درجات الحرارة، سببَّت الرياح الدورانية حول المنخفض، ليؤثر على وسط السعودية وشمال غرب الجزيرة. 

## مَشاكل
عَلَّقت السعودية الدراسة في 2 أبريل 2015، في جميع أنحاء البلاد بسبب موجة الغبار التي تتعرض لها البلاد، (وهي العاصفة المُظلمة)، ويتضّمن إعلان إدارة التعليم بالمنطقة الشرقية عن إيقاف الدراسة، في جميع المدارس بالمنطقة.
وأعلنت محافظات حفر الباطن وتبوك وحائل والجوف والقريات والمجمعة والقصيم تعليق الدراسة في جميع مدارسها بسبب الأحوال الجوية الناجمّة عن موجة الغبار.